# Mientje Kling
Wilhelmina Francisca (Mien) van Kerckhoven-Kling (Amsterdam, 27 juli 1894 – aldaar, 26 februari 1966) was een Nederlands actrice in theater, hoorspel en film.
Kling debuteerde op het toneel bij de Koninklijke Vereeniging Het Nederlandsch Tooneel en speelde vanaf 1913 ook in stomme films voor Filmfabriek Hollandia. In de jaren 20 en 30 werkte ze naast grote namen in verschillende toneelstukken voor het Centraal Tooneel. Ze vertelde zelf dat haar favoriete rol die van Polly Shannon in De Sirene was, een toneelstuk dat werd opgevoerd in 1924. Na haar huwelijk met acteur Constant van Kerckhoven jr. (1892-1966) werkte ze voornamelijk aan hoorspelen. Van 1949 tot haar overlijden in 1966 was ze in verschillende hoorspelen te horen. Ze stierf op 71-jarige leeftijd.